# Grande vitesse ferroviaire en Inde

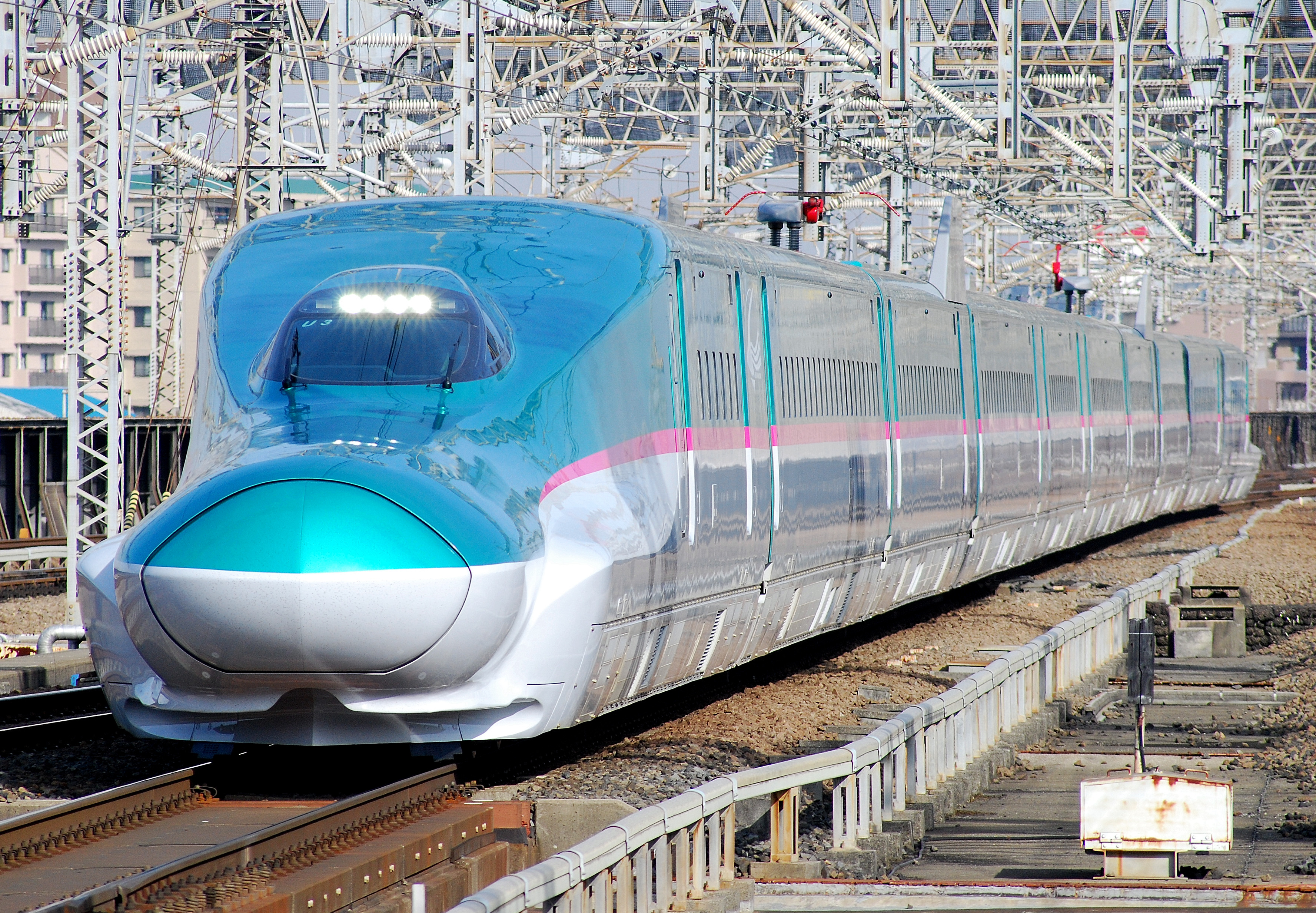
Shinkansen série E5 de JR East. La série qui devrait être utilisée sur le corridor ferroviaire à grande vitesse Mumbai-Ahmedabad.

Grande vitesse ferroviaire en Inde, les chemins de fer indiens ne disposent actuellement d'aucune ligne ferroviaire à grande vitesse opérationnelle, bien qu'un total de huit corridors aient été approuvés, le corridor ferroviaire à grande vitesse Mumbai-Ahmedabad (entre Mumbai et Ahmedabad) étant en construction. En 2023, les services ferroviaires les plus rapides en Inde sont le Gatimaan Express (en) et le Rani Kamalapati (Habibganj)–Hazrat Nizamuddin Vande Bharat Express (en) , avec une vitesse opérationnelle maximale de 160 km/h sur le tronçon Tughlakabad – Agra.
Le premier corridor ferroviaire à grande vitesse entre Mumbai et Ahmedabad (508 km) est actuellement en construction avec une vitesse maximale de conception de 320 km/h,. Le corridor utilisera un écartement standard, au lieu de l'écartement large, utilisé sur le reste du réseau ferroviaire de l'ex-Empire des Indes, et sera construit avec la technologie japonaise Shinkansen. Il devrait transporter des passagers entre les deux villes en trois heures environ et les prix des billets devraient être compétitifs par rapport au transport aérien. Ce projet devait initialement être achevé avant décembre 2023, mais, en raison principalement de problèmes d'acquisition de terrains dans le Maharashtra et de la pandémie de Covid-19, il devrait désormais être achevé d'ici octobre 2028. Cependant, une partie de cette ligne entre Surat et Bilimora devrait être ouverte d'ici 2026,.

## Contexte

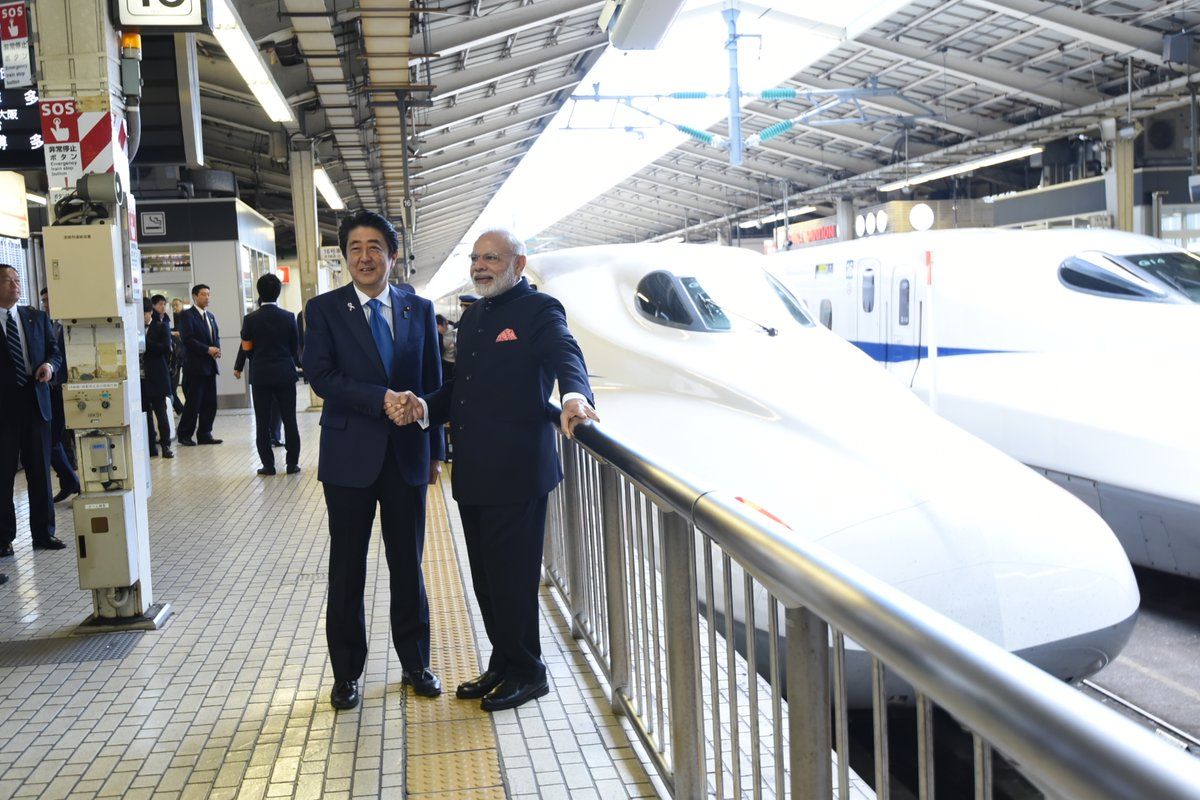
Le Premier ministre Narendra Modi salue le Premier ministre japonais Abe avant de monter à bord d'un Shinkansen de la série N700 à destination de Kobe.

Le livre blanc du ministère des Chemins de fer « Vision 2020 » soumis au parlement le 18 décembre 2009 envisageait la mise en œuvre de projets ferroviaires régionaux à grande vitesse pour fournir des services à 250-350 km/h, et la planification de connexions reliant les centres commerciaux, lieux touristiques et/ou de pèlerinage.
Lors des élections générales de 2014, le parti Bharatiya Janata (BJP) a exprimé son désir de réaliser le projet ferroviaire à grande vitesse Quadrilatère de diamant (en), qui relierait les villes de Chennai, Delhi, Calcutta et Mumbai avec un train à grande vitesse. Ce projet a été approuvé comme priorité du nouveau gouvernement dans le discours du nouveau président. La construction d'un kilomètre de voie ferrée à grande vitesse a été estimée à 100 crore-140 crore (13 million-18 million USD), qui est estimé 10 à 14 fois plus élevé que le coût de construction d’une voie ferrée standard.
Les nouvelles lignes ferroviaires à grande vitesse auront un écartement standard, tandis que les anciennes voies qui pourraient être améliorées à des vitesses plus élevées garderont un écartement de voie large (1 676 mm). Il ne peut donc y avoir d'interopérabilité entre les nouvelles lignes et les anciennes voies rénovées pour le trafic de passagers et de marchandises, à moins qu'il ne soit décidé d'utiliser à l'avenir des systèmes à écartement variable, comme en Espagne.

## Définition et terminologie
Selon le ministère des Chemins de fer (en), un itinéraire qui compte des trains circulant entre 160 et 200 km/h est considérée comme une ligne ferroviaire à grande vitesse ou semi-rapide, tandis que les itinéraires fonctionnant à moins de 160 km/h sont considérées comme des lignes ferroviaires conventionnelles. Selon la définition de l'UIC, une vitesse commerciale supérieure à 250 km/h pour une ligne nouvellement construite ou 200 km/h pour une ligne modernisée est considérée comme étant à grande vitesse. En juillet 2023, l’Inde comptait 508 km de voies à grande vitesse en construction ; tandis que 174 kilomètres de voies dans la section Tughlakabad (en) – Agra Cantonment (en) supportent des vitesses semi-élevées.
| Vitesse                  | Type                         | Longueur  |
| ------------------------ | ---------------------------- | --------- |
| < 110 km/h               | Rail conventionnel           | 67,869 km |
| > 110 km/h et < 130 km/h | Lignes du groupe B           | 67,869 km |
| > 130 km/h et < 160 km/h | Lignes du groupe A           | 67,869 km |
| > 160 km/h et < 200 km/h | Train semi-rapide            | 174 km    |
| > 200 km/h               | Voie Ferrée à grande vitesse | 508 km    |

## Histoire

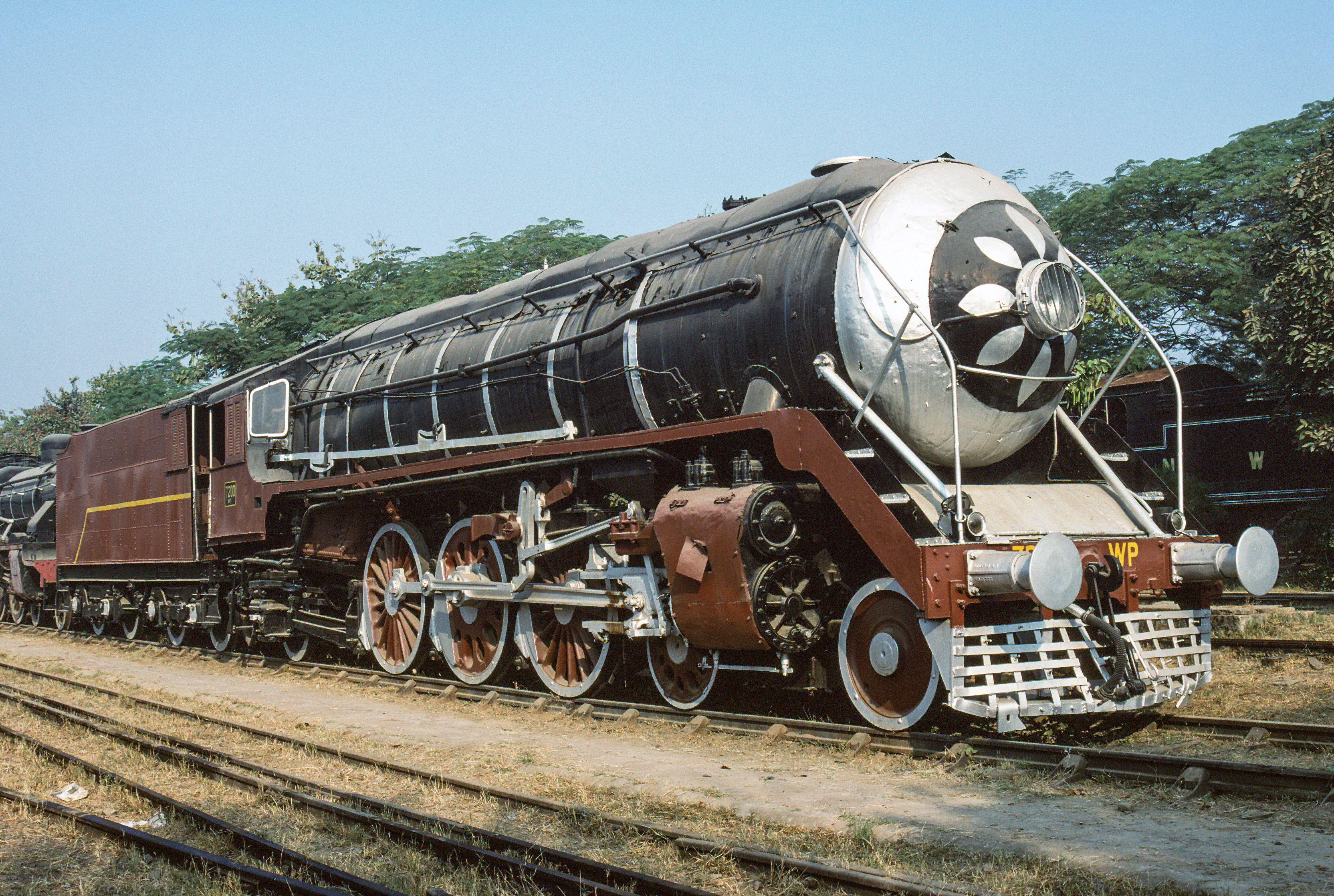
Locomotive à vapeur de classe WP en service dans les années 1940 et 1950.

### L’ère de la vapeur: vitesse de90km/h
À l'époque des locomotives à vapeur des chemins de fer indiens, les trains parvenaient rarement à atteindre une vitesse de 90 km/h. Ce n'est que jusqu'à l'introduction des locomotives de classe WP dans les années 1940, où des vitesses de 100 km/h étaient exploités commercialement. L'abandon de la technologie à vapeur s'est produit lorsque l'électrification a été achevée dans la division de Bombay. Des locomotives électriques de classe WCP-1 ont été utilisées pour transporter les autocars à une vitesse supérieure à 100 km/h et ils avaient une vitesse maximale théorique de 120 km/h. En raison des guerres mondiales qui ont suivi, les chemins de fer indiens n'ont pas pu introduire l'électrification au-delà de la division de Bombay et les locomotives à vapeur ont donc dominé dans le reste de l'Inde.

### Années 1960: l’ère du diesel
L'ère des locomotives diesel a pris forme dans les années 1960 lorsque les chemins de fer indiens ont importé des locomotives des classes WDM-1 et WDM-2 de la société américaine ALCO. Même si le WDM-1 a eu du mal à franchir la barre des 100 km/h, l'introduction ultérieure des locomotives WDM-2 et WDM-4 a permis d'atteindre ces vitesses pendant la majeure partie de la décennie.

### Années 1970: l’ère de l'électricité
L'Inde a commencé à développer un train à grande vitesse en inaugurant le Howrah Rajdhani Express en mars 1969, cinq ans après que le Japon ait inauguré le Shinkansen, le premier train à grande vitesse au monde qui circulait à deux fois la vitesse du Rajdhani Express. Avec le lancement de divers projets d'électrification dans les années 1970 sur les lignes principales, les locomotives électriques ont rapidement commencé à remplacer leurs homologues diesel. La locomotive électrique WAP-1 a battu le record de la locomotive la plus rapide en Inde dans les années 1980, atteignant une vitesse maximale de 160 km/h lors d'essais et a été certifié pour des opérations commerciales à 140 km/h. Le premier service à atteindre une vitesse maximale de 140 km/h, le WAP-1 a transporté le Shatabdi Express de New Delhi à Jhansi en 1989.
Les locomotives de classe WAP-5, les premières locomotives AC de ce type en Inde, ont été importées pour transporter des trains rapides et courts comme le Shatabdi Express. Ils étaient également équipés de moteurs de traction entièrement suspendus, réduisant l'impact sur les voies et permettant des vitesses plus rapides. Le premier lot de ces locomotives est arrivé en Inde en 1995 et fonctionnait à des vitesses de 130 km/h. Lors des essais, cette locomotive a atteint une vitesse record de 184 km/h, ce qui en a fait la locomotive la plus rapide d'Inde.

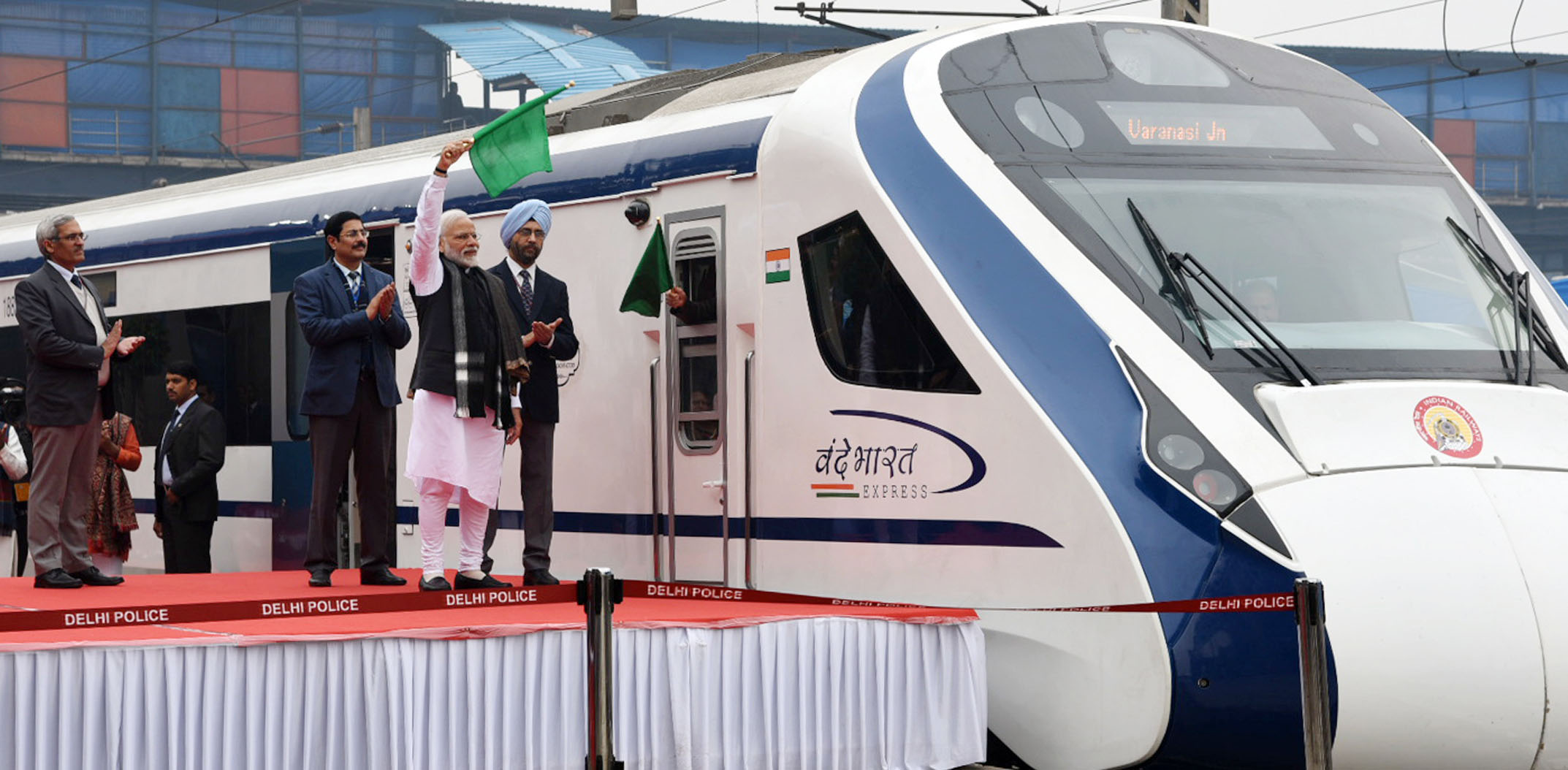
Inauguration du Vande Bharat Express, le deuxième train EMU développé en Inde, à la gare de New Delhi.

En avril 2016, le Gatimaan Express, en service avec les WAP-5 est devenu le train commercial le plus rapide en Inde, avec une vitesse opérationnelle maximale de 160 km/h. Deux ans plus tard, les chemins de fer indiens ont développé le deuxième train EMU semi-rapide construit localement, le Vande Bharat Express, basé sur les MEMU (en) (Mainline Electric Multiple Unit), les rames électriques en unités multiples utilisées sur des lignes principales. Ce train a atteint une vitesse de 180 km/h lors de son essai et a été conçu pour fonctionner à une vitesse maximale de 200 km/h, mais, en raison des limitations de vitesse sur les voies, la vitesse opérationnelle du train est limitée à 130 km/h.

### À partir des années 1980: propositions pour des trains à grande vitesse

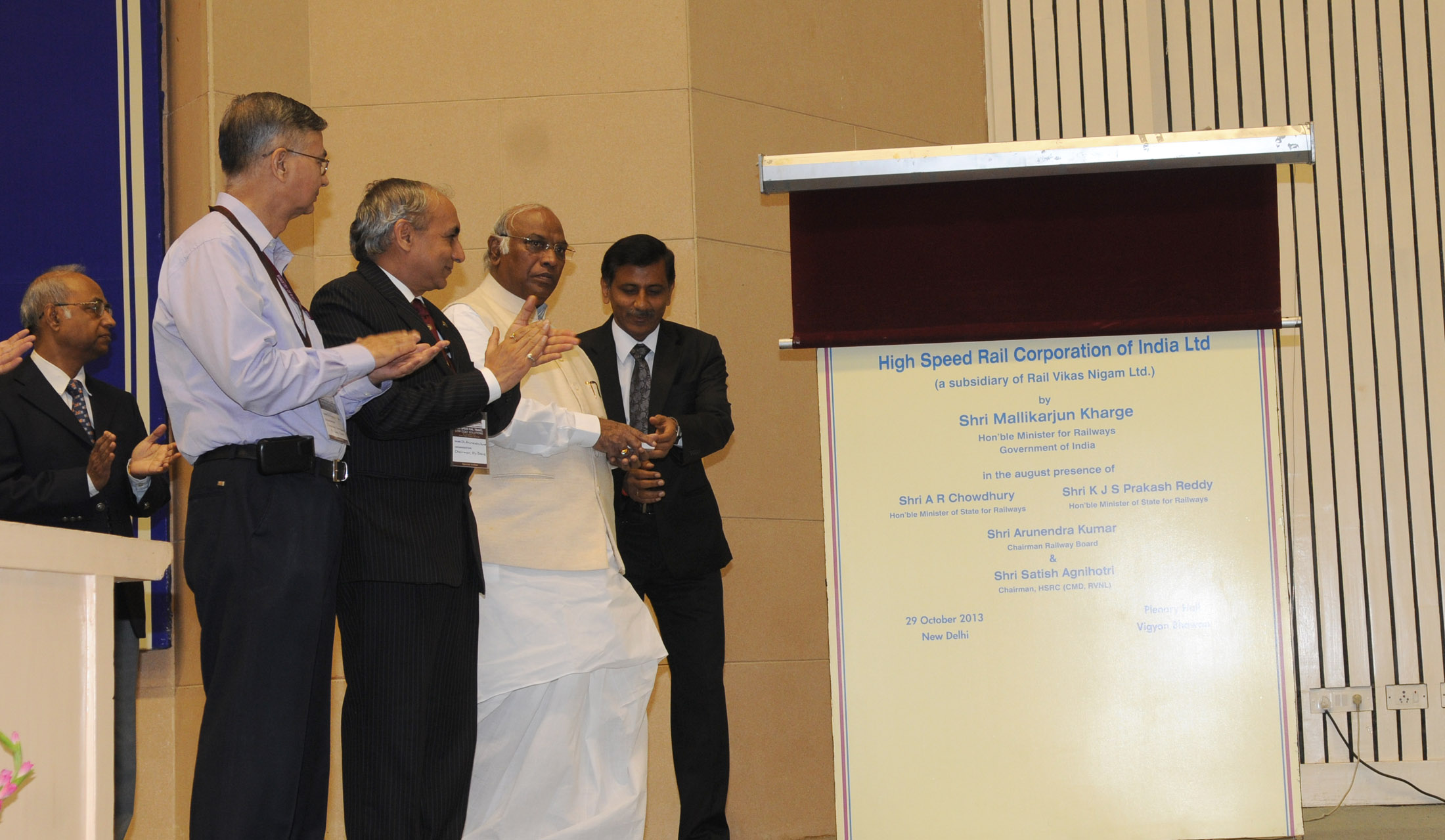
Ancien ministre des Chemins de fer, Mallikarjun Kharge lance la High-speed Rail Corporation of India Ltd.

Au milieu des années 1980, Scindia, alors ministre des chemins de fer, a proposé la ligne ferroviaire à grande vitesse Delhi-Kanpur qui s'est avérée financièrement non viable. Les chemins de fer ont donc introduit des trains Shatabdi qui circulaient à 140 km/h. Dans le cadre du livre blanc Vision 2020 de 2009, six corridors principaux ont été identifiés pour des études techniques sur la mise en place de corridors ferroviaires à grande vitesse. La « High Speed Rail Corporation of India Ltd » (HSRC), fondée le 25 juillet 2013 par Rail Vikas Nigam Ltd. (RVNL) pour les projets de corridor ferroviaire à grande vitesse,,,,,, a été remplacé par la « National High-Speed Rail Corporation Limited » le 12 février 2016 en tant que gouvernement société de construction et d'exploitation de corridors ferroviaires à grande vitesse.

### À partir de 2017: construction d’un train à grande vitesse

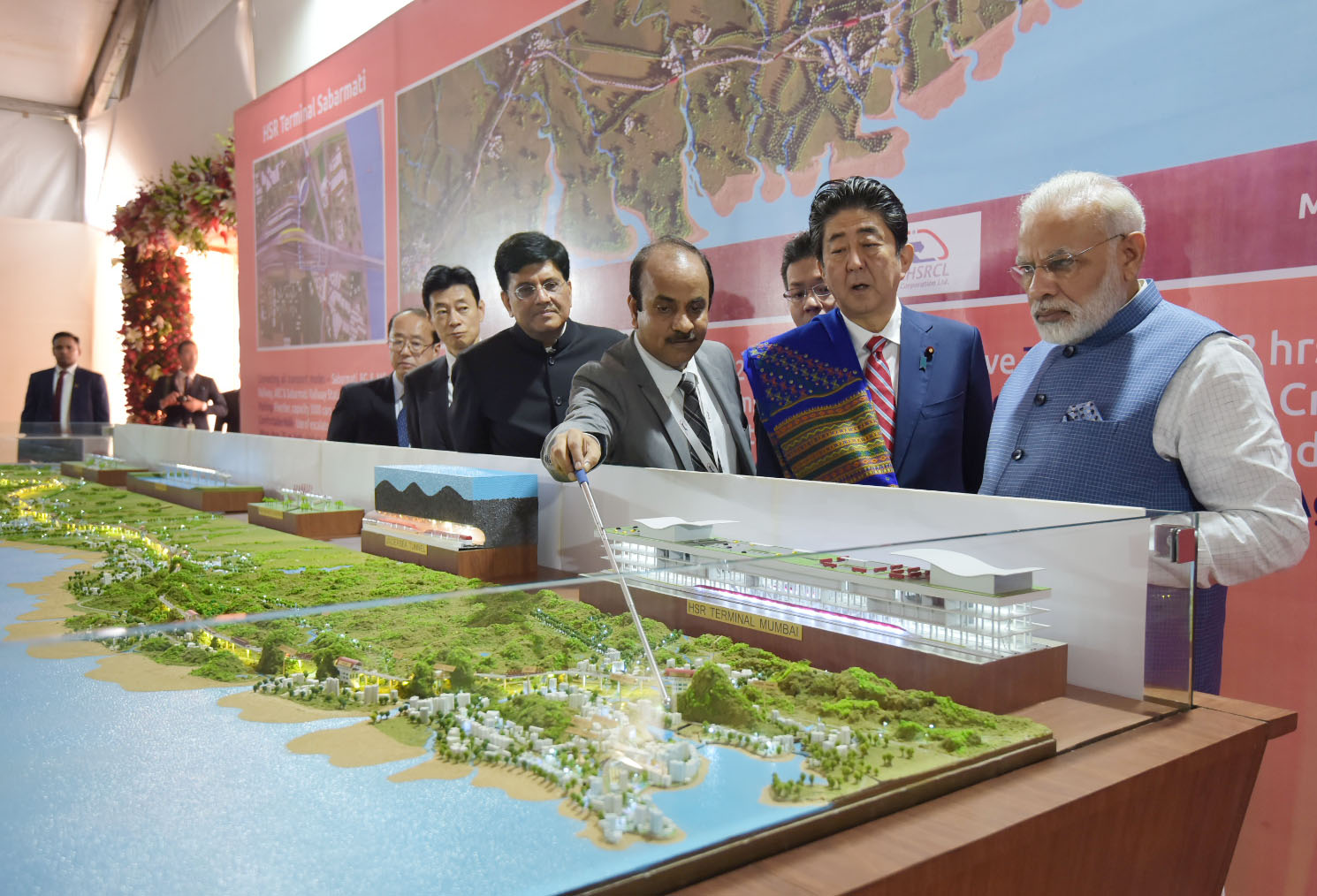
Les premiers ministres de l'Inde et du Japon lors de la cérémonie d'inauguration du projet ferroviaire à grande vitesse Mumbai-Ahmedabad, à Ahmedabad.

La construction du corridor ferroviaire à grande vitesse Mumbai-Ahmedabad, le premier corridor ferroviaire à grande vitesse de l'Inde, a débuté en 2017 et devrait être achevée d'ici 2028. La cérémonie de pose de la première pierre a eu lieu le 14 septembre 2018, lorsque le Premier ministre japonais Shinzō Abe et le Premier ministre indien Narendra Modi ont donné le coup d'envoi des travaux de construction à Ahmedabad. Les trains Shinkansen de la série E5 auront une vitesse opérationnelle maximale de 320 km/h et une vitesse moyenne de 260 km/h.

## Réseau

Carte des corridors selon le Plan Ferroviaire National

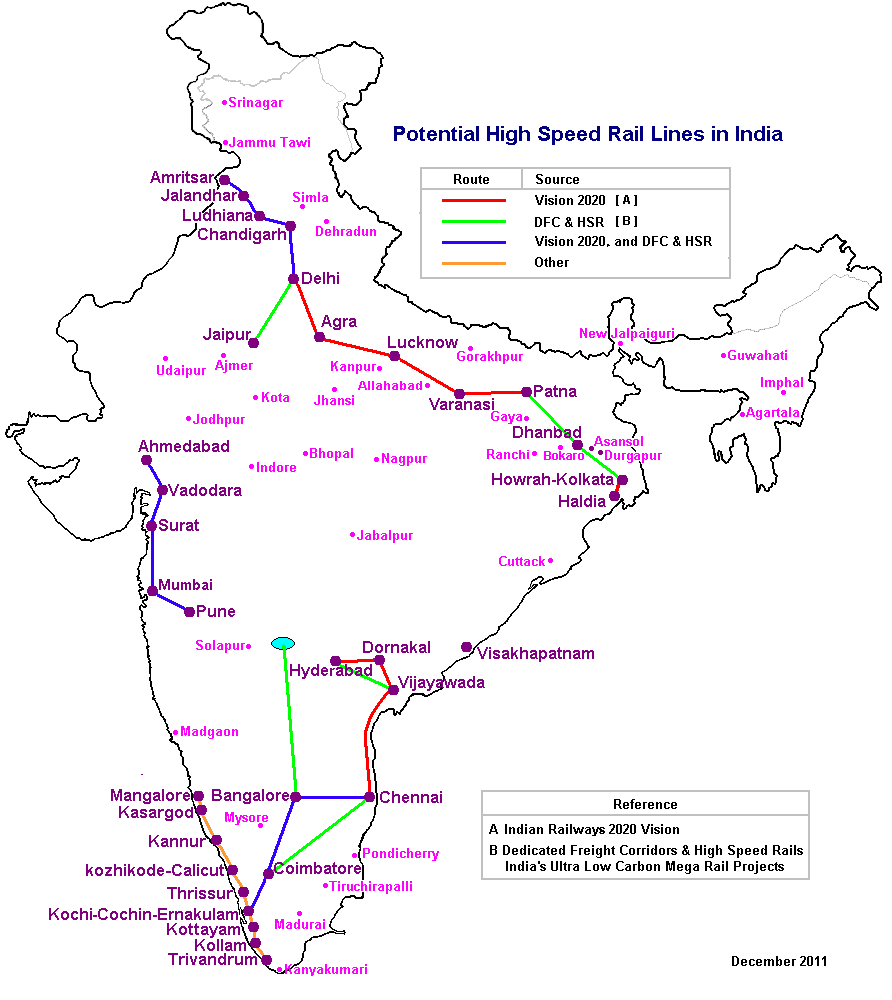
Lignes ferroviaires à grande vitesse potentielles (2011),.

Il est proposé que le réseau ait des vitesses maximales de 300–350 km/h et devraient circuler sur des voies surélevés pour isoler les voies pour des raisons de sécurité (intrusions animales et humaines principalement). Plusieurs études de faisabilité ont été réalisées par Systra, Italferr, Rail India Technical and Economic Service (en), Mott MacDonald, INECO, PROINTEC, Ayesa, Japan External Trade Organisation (JETRO), Parsons Brinckerhoff,,,.
| Nord de l'Inde                                     |                           |             |                              |                                  |                                       |
| Corrior à Grande Vitesse Delhi–Varanasi (en)       | 320 km/h                  | 865 km      |                              | RDP* en préparation              | 2031                                  |
| Corrior à Grande Vitesse Delhi–Amritsar (en)       | 320 km/h                  | 480 km      | (Via Chandigarh)             | Approuvé                         | 2051                                  |
| Corridor à Grande Vitesse Delhi–Ahmedabad          | 320 km/h                  | 480 km      |                              | Les expropriations ont commencés | 2031                                  |
| Corridor à Grande Vitesse Amritsar–Jammu (en)      | 320 km/h                  | 190 km      | (Via Pathankot)              | Projet                           | 2051                                  |
| Est de l'Inde                                      |                           |             |                              |                                  |                                       |
| Corridor à Grande Vitesse Varanasi–Howrah (en)     | 320 km/h                  | 711 km      | (Via Patna)                  | RDP en préparation               | 2031                                  |
| Corridor à Grande Vitesse Patna–Guwahati (en)      | 320 km/h                  | 850 km      |                              | Projet                           | 2051                                  |
| Ouest de l'Inde                                    |                           |             |                              |                                  |                                       |
| Corridor à Grande Vitesse Bombay–Ahmedabad         | 320 km/h                  | 508,18 km   | (Via Surat, Bilimora)        | En construction                  | 2026 (Surat-Bilimora) 2028 (Totalité) |
| Corridor à Grande Vitesse Bombay–Nagpur (en)       | 320 km/h                  | 736 km      | (Via Nashik, Aurangabad)     | RDP en préparation               | 2051                                  |
| Corridor à Grande Vitesse Bombay–Hyderabad (en)    | 350 km/h                  | 711 km      | (Via Pune, Solapur)          | RDP en préparation               | 2051                                  |
| LGV Pune–Nashik (en)                               | 200 km/h                  | 235,15 km   | (Via Narayangaon, Sangamner) | Les expropriations ont commencés | 2027                                  |
| Corridor à Grande Vitesse Ahmedabad–Rajkot         | 200 km/h                  | 225 km      | (Via Limbdi)                 | RDP Prête                        | TBD                                   |
| Inde Centrale                                      |                           |             |                              |                                  |                                       |
| Corridor à Grande Vitesse Nagpur–Varanasi (en)     | 320 km/h                  | 855 km      |                              | Projet                           | 2041                                  |
| Inde du Sud                                        |                           |             |                              |                                  |                                       |
| Corridor à Grande Vitesse Chennai–Mysuru (en)      | 320 km/h                  | 435 km      | (Via Bengaluru)              | RDP en préparation               | 2031                                  |
| Corridor à Grande Vitesse Hyderabad–Bengaluru (en) | 320 km/h                  | 618 km      |                              | Projet                           | 2041                                  |
| Ligne d'Argent (Thiruvananthapuram–Kasaragod) (en) | 200 km/h                  | 529,45 km   | (Via Ernakulam)              | RDP Prête                        | TBD                                   |
| Total                                              |                           |             |                              |                                  |                                       |
| 15 corridors                                       | Average speed : ≈200 km/h | 8 834,78 km | –                            | 0/15                             | 2051                                  |

*DPR = Rapport détaillé du projet

### Diamant quadrilatéral à grande vitesse

Carte d’itinéraire potentielle du diamant quadrilatéral.

Le projet de réseau ferroviaire à grande vitesse Quadrilatère du Diamant (en) devrait relier les quatre principales villes de l'Inde, à savoir : Chennai, Delhi, Calcutta et Mumbai,,,.
| Corridor à Grande Vitesse | Vitesse            | Longueur | Via                 | Statut                      | Ouverture prévue (d'après le NRP) |          |         |                    |      |
| ------------------------- | ------------------ | -------- | ------------------- | --------------------------- | --------------------------------- | -------- | ------- | ------------------ | ---- |
| Corridor à Grande Vitesse | Delhi–Kolkata (en) | 320 km/h | Via                 | Statut                      | Ouverture prévue (d'après le NRP) | 1 576 km | Bénarès | RDP en préparation | 2031 |
| Kolkata–Chennai           | 320 km/h           | 1 500 km | Visakhapatnam       | TBD                         | TBD                               |          |         |                    |      |
| Mumbai–Chennai            | 320 km/h           | 1 200 km | Hubli (en)          | TBD                         | TBD                               |          |         |                    |      |
| Delhi–Mumbai              | 320 km/h           | 1 394 km | Ahmedabad et Jaipur | Une section en construction | 2031                              |          |         |                    |      |
| Delhi–Bengaluru           | 320 km/h           | 1 900 km | Bhopal et Hyderabad | TBD                         | TBD                               |          |         |                    |      |
| Mumbai–Kolkata            | 320 km/h           | 1 800 km | Nagpur              | TBD                         | TBD                               |          |         |                    |      |

## Train semi-rapide

### Services ferroviaires

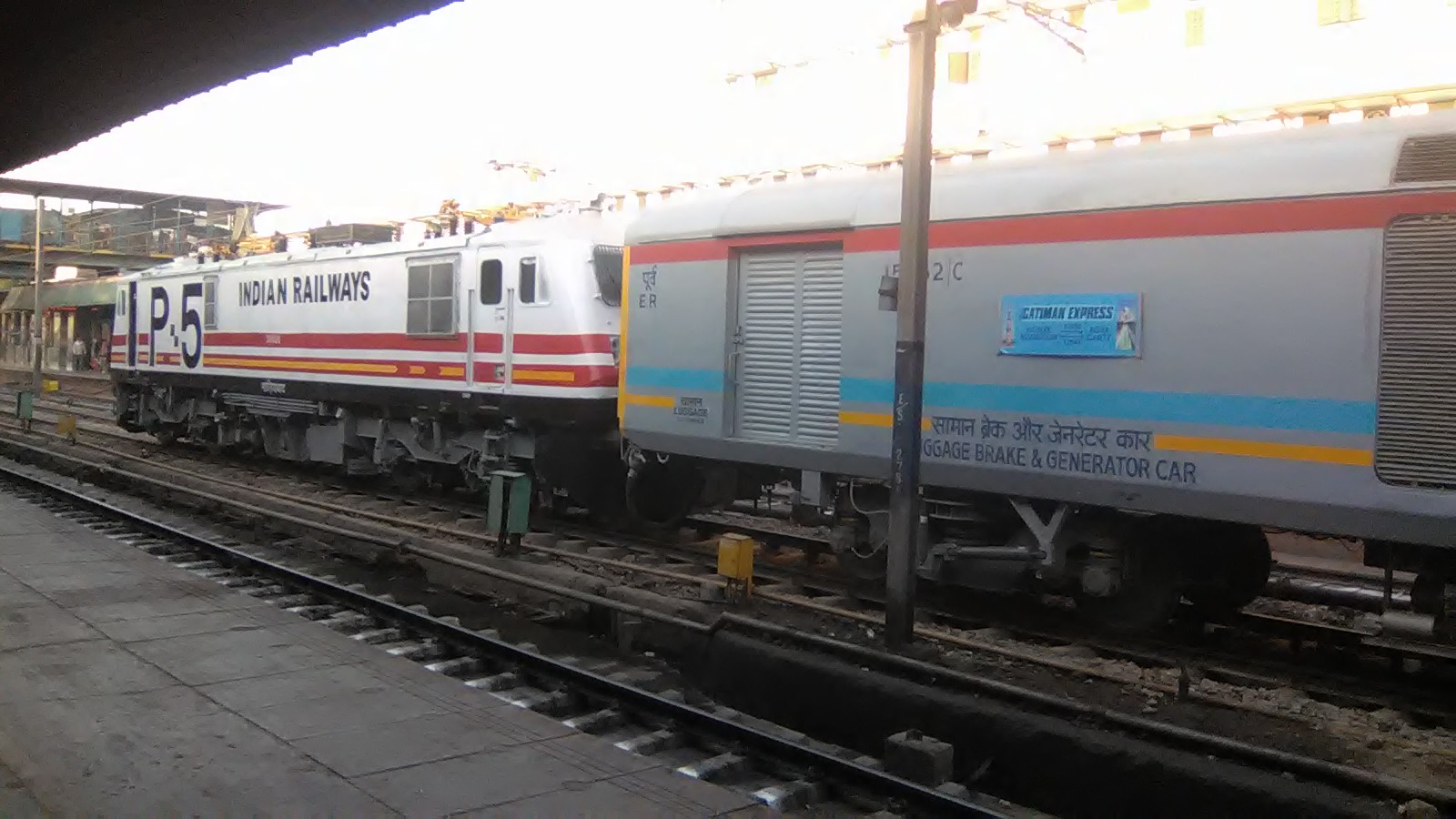
Le Gatimaan Express est le premier service semi-rapide en Inde fonctionnant à sa vitesse maximale de 160 km/h entre Tughlakabad et le canton d'Agra.

L'Inde dispose de plusieurs itinéraires "semi-rapides" (qui permettent aux trains de circuler à des vitesses semi-élevées : 160 km/h), ces services sont appelés Vande Bharat Express (en),,, et Gatimaan Express (en),,.

### Améliorations des voies de 160 à200km/h
Les chemins de fer indiens visent à augmenter la vitesse des trains de voyageurs à 160–200 km/h sur des voies conventionnelles dédiées. Les chemins de fer indiens ont également l'intention d'améliorer les lignes conventionnelles existantes pour gérer des vitesses allant jusqu'à 160 km/h, avec un objectif de vitesse supérieure à 200 km/h sur de nouvelles voies dotées d'une technologie améliorée. Des trains ont déjà été fabriqués par des entreprises locales pouvant atteindre des vitesses de 200 km/h. La Dedicated Freight Corridor Corporation of India (en) a construit des corridors de fret dédiés à travers l'Inde (en)[ pour déplacer le trafic de marchandises des voies ferrées de passagers, augmentant ainsi la vitesse des trains de passagers à 200 km/h. Les chemins de fer indiens ont classé les voies en deux catégories. Celles qui prennent en charge 110–130 km/h sont classés dans le « Groupe B » tandis que les pistes qui prennent en charge 130–160 km/h sont classés dans le « Groupe A »,. La liste suivante présente divers itinéraires en service, en construction ou prévus pour circuler à des vitesses de 160 km/h et au-delà.
| Ligne                              | Vitesse  | Longueur  | Mise en service | Notes                                                  |
| ---------------------------------- | -------- | --------- | --------------- | ------------------------------------------------------ |
| Tughlakabad – Agra Cantonment      | 160 km/h | 174 km    | 5 avril 2016    | Première ligne à moyenne vitesse (écartement indien),. |
| Delhi – Bombay                     | 160 km/h | 1 384 km  | Mars 2024       | Travaux préparatoires en cours.                        |
| Agra Cantonment – Howrah (Kolkata) | 160 km/h | 1 446 km  | TBD             | Travaux préparatoires en cours.                        |
| Chennai – Gudur                    | 160 km/h | 134,3 km  | TBD             | RDP Déposée                                            |
| Chennai – Renigunta                | 160 km/h | 134,78 km | TBD             | RDP Déposée                                            |
| Bombay – Howrah (Kolkata)          | 160 km/h | 1 965 km  | TBD             | RDP Déposée                                            |
| Bombay – Chennai                   | 160 km/h | 1 276 km  | TBD             | RDP Déposée                                            |
| Chennai – Howrah (Kolkata)         | 160 km/h | 1 652 km  | TBD             | RDP Déposée                                            |
| Bengaluru – Chennai                | 160 km/h | 362 km    | TBD             | RDP Déposée                                            |
| Chennai – New Delhi                | 160 km/h | 2 164 km  | TBD             | RDP Déposée                                            |
| Bengaluru – Hyderabad              | 160 km/h | 632 km    | TBD             | RDP Déposée                                            |
| Chennai – Hyderabad                | 160 km/h | 715 km    | TBD             | RDP Déposée                                            |
| Howrah (Kolkata) – Puri            | 160 km/h | 502 km    | TBD             | RDP Déposée                                            |

#### Ecartement standard
| Ligne                  | Vitesse  | Longueur | Statut                                                                             |
| ---------------------- | -------- | -------- | ---------------------------------------------------------------------------------- |
| Delhi – Meerut (en)    | 180 km/h | 82 km    | En construction                                                                    |
| Delhi – Alwar (en)     | 180 km/h | 164 km   | En construction                                                                    |
| Delhi – Panipat        | 180 km/h | 103 km   | Approuvé                                                                           |
| Delhi – Rohtak         | 180 km/h | 70 km    | Projet                                                                             |
| Delhi – Palwal         | 180 km/h | 60 km    | Projet                                                                             |
| Delhi – Baraut         | 180 km/h | 54 km    | Projet                                                                             |
| Ghaziabad – Khurja     | 180 km/h | 83 km    | Projet                                                                             |
| Ghaziabad – Hapur      | 180 km/h | 57 km    | Projet                                                                             |
| Delhi – Jewar          | 180 km/h | 67 km    | Projet, a comme objectif de mieux connecter l'Aéroport international de Noida (en) |
| Hyderabad – Warangal   | 180 km/h | 146 km   | Projet                                                                             |
| Hyderabad – Vijayawada | 180 km/h | 281 km   | Projet                                                                             |

## Train à très grande vitesse

### Maglev
Les chemins de fer indiens ont exploré la possibilité d'utiliser des trains à sustentation magnétique pour atteindre une vitesse supérieure à 500 km/h du système ferroviaire rapide pour passer du statut d’importateur de technologie à celui de fabricant et développeur,,. En février 2019, un modèle de train basé sur les systèmes MagLev a été dévoilé par des scientifiques du Raja Ramanna Center for Advanced Technology pour une vitesse de 600 km/h. En septembre 2020, Bharat Heavy Electricals Limited a signé un accord avec SwissRapide AG pour amener les systèmes de métro MagLev en Inde.

### Hyperloop
Il n’existe actuellement aucun système hyperloop opérationnel dans le monde. Bien qu'il y ait eu des tests humains, les projections de vitesse proposées dépendent d'avancées et de tests techniques importants.
Hyperloop Mumbai-Pune
Le système hyperloop à 1 000 km/h prendrait 14 minutes par rapport aux 3 heures actuelles pour se déplacer entre ces deux villes tout en transportant 10 000 navetteurs par heure (5 000 dans chaque direction). Hyperloop One a soumis un rapport de projet détaillé soumis à l'Autorité de développement de la région métropolitaine de Pune (PMRDA) en janvier 2018 avec 3 options de terminaux à Mumbai, à savoir Dadar, Santacruz et l' aéroport international Chhatrapati Shivaji Maharaj . En 2018, 300 000 personnes font la navette quotidiennement entre ces deux villes à bord de 110 000 véhicules (dont 80 000 voitures et 6 000 bus).
Hyperloop Amritsar-Chandigarh
Virgin Hyperloop a signé un protocole d'accord avec le Pendjab en 2019 pour la construction d'un rail couvrant une distance totale de 226 kilomètres en 19 minutes, ce qui serait au moins 10 fois plus rapide qu'un trajet effectué par les infrastructures de transport existantes routières, ferroviaires ou aériennes.
Hyperloop Bangalore-Chennai
Hyperloop One, basé à Los Angeles, a signé un protocole d'accord avec le gouvernement du Karnataka pour mener une étude de faisabilité sur cet itinéraire qui réduira le temps de trajet à 20 minutes.

## Technologie

### Shinkansen

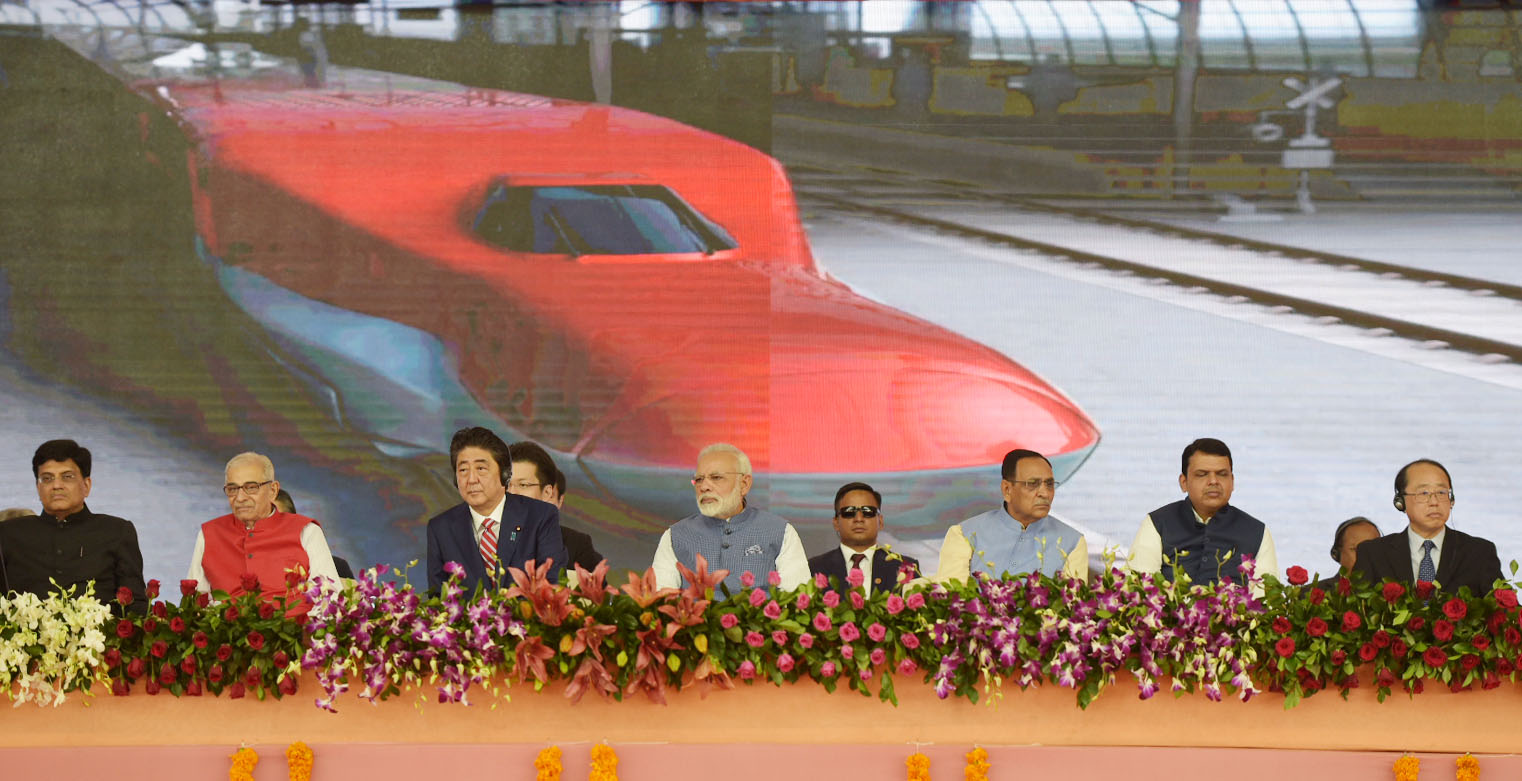
Représentation du Shinkansen modifié de la série E5 en arrière-plan lors de la cérémonie d'inauguration.

Les chemins de fer indiens construiront des installations d'assemblage de trains à grande vitesse sur un modèle de partenariat public-privé (PPP). Selon la National High Speed Rail Corporation Limited (NHSRCL), les entreprises japonaises installeront des installations de fabrication en Inde pour fabriquer les pièces des trains à grande vitesse.

### Technologie locales
Les chemins de fer indiens développent des rames EMU capables de fonctionner à une vitesse semi-élevée de (200 km/h). En 2019, le Vande Bharat Express, ou Train 18, a remplacé le Shatabdi Express . Le « Train 20 » est un autre train de nuit semi-rapide proposé pour remplacer le service Rajdhani Express existant. Les deux seront fabriqués par Integral Coach Factory (ICF). Ces trains disposent de cabines de conduite aux deux extrémités, ce qui élimine le temps nécessaire au retournement à la gare terminale. Puisqu'il s'agit de rames automautrices, le temps et la distance nécessaires pour accélérer et décélérer sont réduits, permettant au train de voyager à vitesse maximale sur de plus longues distances. Les voitures disposent de portes coulissantes automatiques, d'un service Wi-Fi à bord, d'un système d'information basé sur GPS, de larges fenêtres, de toilettes et sont entièrement climatisés. Le réseau du Vande Bharat Express compte seize voitures, composés de deux voitures-sièges exécutives et de quatorze voitures-chaises AC, il est exploité à 130 km/h en raison des limitations de la voie. Le train 20 devrait avoir vingt voitures composées de classes couchettes AC de première classe, de classes couchettes AC II Tier, de classes couchettes AC III Tier et d'une voiture-chaise AC, il devrait fonctionner à 160 km/h. La vitesse maximale proposée pour le train 20 a été annoncée à 176 km/h,.

### Technologie de Génie Civil

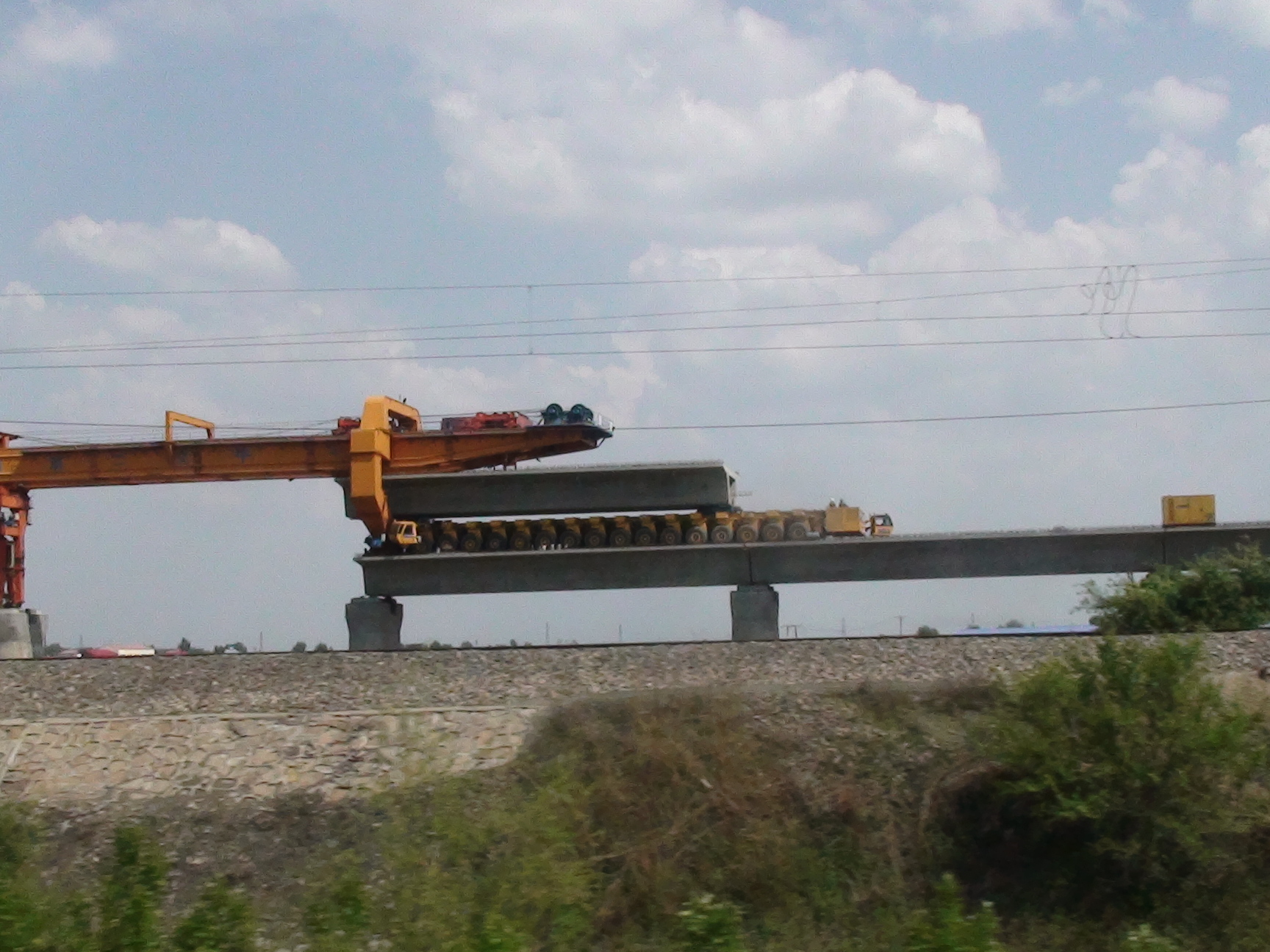
Une section préfabriquée de la voie surélevée en cours d'installation avec l'aide de convoyeur et de lanceur sur le chemin de fer chinois à grande vitesse Harbin-Dalian en octobre 2010.

Les méga convoyeurs et les poutres de lancements ou les machines Transporter, Gantry et Full Span Launcher sont les machines utilisées pour construire des viaducs (structures surélevées) pour les couloirs de trains à grande vitesse en Chine. Ces véhicules transportent une poutre entière en se déplacent sur la poutre déjà lancée pour placer la poutre suivante. La vitesse est sept fois plus rapide que celle du précédent mécanisme de lancement de poutres indien. Alors que la machine chinoise posait deux poutres par jour, le précédent mécanisme indien de lancement de poutres posait une poutre et demie en une semaine. Le NHSRCL avait lancé un défi pour construire de telles machines pour L&T qui construit actuellement 325 kilomètres du tronçon de la ligne Mumbai-Ahmedabad. Chacune de ces machines coûte environ 700 à 800 millions de roupies indienne et 30 de ces machines sont nécessaires pour construire 237 kilomètres. Le 9 septembre 2021, l’Inde a rejoint la Norvège, l’Italie, la Chine et la Corée du Sud pour posséder la technologie FSLM (Full Span Launching Methodology) après que L&T ait réussi à la développer localement. NHSRCL va acquérir 20 machines de ce type pour son projet ferroviaire à grande vitesse Mumbai-Ahmedabad afin d'accélérer l'avancement de la construction. Ces machines peuvent également être utilisées pour construire des viaducs pour des routes surélevées et des systèmes de transport en commun rapide à travers l'Inde,.

## Recherche et développement
L'Académie nationale des chemins de fer indiens, université de technologie ferroviaire basée sur la recherche à Vadodara,, a été créée en 2018 dans le but de développer une technologie locale de fabrication de trains à grande vitesse. Les autres institutions axées sur la recherche et le développement de la technologie ferroviaire sont :
- Le Centre IIT BHU Malviya pour la technologie ferroviaire,
- Le Centre IIT Kharagpur pour la recherche ferroviaire,
- L'Organisation de conception et de normalisation de la recherche (RDSO).

## Critiques
Le choix de l'Inde de l'écartement standard pour les trains à grande vitesse va à l'encontre du projet Unigauge, avec des affirmations selon lesquelles il pourrait offrir une meilleure stabilité et que, par conséquent, le chemin de fer à voie large pourrait être mieux adapté au train à grande vitesse en Inde, car le coût de construction d'une nouvelle voie pourrait être évitée en modernisant les lignes existantes sur les friches industrielles. Pour répondre aux suggestions selon lesquelles l'Inde devrait investir dans des technologies alternatives telles que le maglev, l'Inde a ouvert une université de technologie ferroviaire et est en train de développer sa technologie.
Les critiques des passionnés du rail et d'autres selon lesquelles la technologie Shinkansen des années 1960 pourrait ne pas concurrencer de manière viable l'industrie aéronautique et que l'Inde doit moderniser et étendre les systèmes existants ont été résolues en maintenant les tarifs compétitifs par rapport aux tarifs aériens, en modernisant le réseau existant et  le réseau de métro.